# Dimar
Pour le parti politique grec, voir DIMAR.
Le Dimar aujourd'hui appelé Dimat est une région historique du Sénégal. Située dans le nord du pays, sur la rive gauche du fleuve Sénégal, c'était la plus occidentale des provinces du Fouta Toro.
Un texte de l'administration coloniale de 1861 – soit peu après l'annexion du Dimar par la France – le décrit ainsi :
« On a pris l'habitude à Saint-Louis de désigner sous le nom de Dimar le pays enclavé par le Oualo, le Fouta-Toro et le Sénégal, depuis Dagana jusqu'au marigot de Doué. On y compte une douzaine de villages, dont les principaux sont : Gaé, Fanaye, Bokol, Pendao, Dialmath ou Dimar, Thille Boubacar, habités par un mélange de Peuls et de Yolofs. Ces Toucoulaures ont pendant longtemps gêné la navigation. Maîtres de Cacho, point où le lit du fleuve se rétrécit entre des berges très élevées et très-couvertes, ils attaquaient toutes les embarcations qui n'avaient pas satisfait d'avance aux exigences des chefs indigènes. Dimar, rudement châtié de ses méfaits en 1849, puis en 1854, reçut un dernier coup dont il ne s'est pas relevé, du bombardement inopiné de Bokol en 1855. Dimar a été annexé à nos possessions en 1859. »

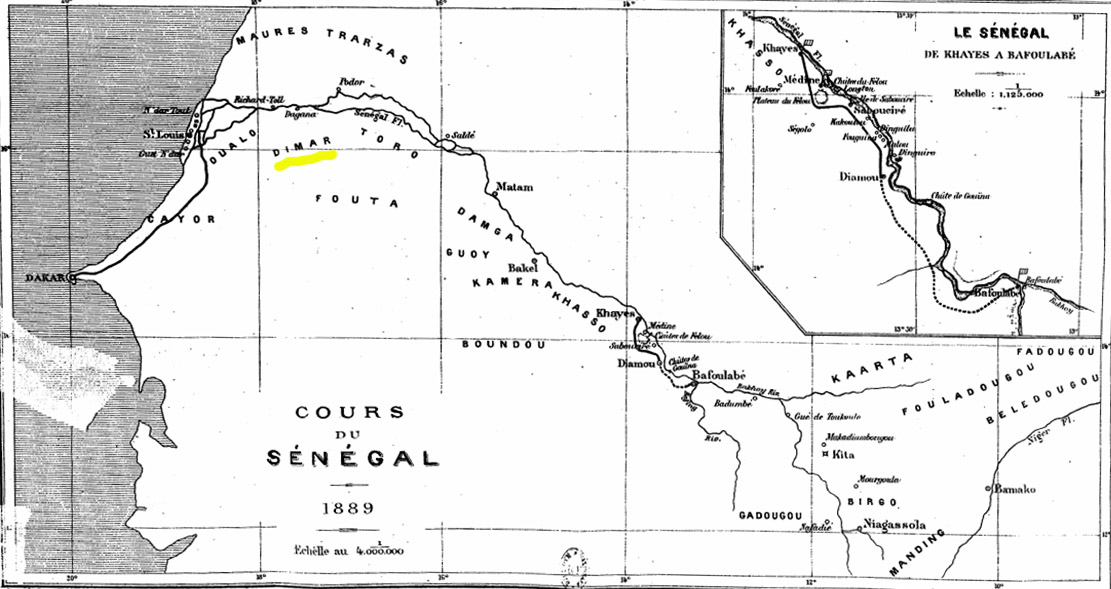
Localisation du Dimar (en jaune) sur une carte du fleuve Sénégal (1889)

Le village de Dimat a changé plusieurs fois d'appellation au cours de ses derniers siècles. Avant la colonisation Dialmath puis Dimar maintenant plus communément appelé Dimat. Le village de Dimat garde ses anciennes traditions de gouvernement avec un Chef de village (Elimane Dimat) ainsi qu'une personne avec un titre honorifique de Diagraf Dimat l'équivalent de comte en France.
Dimat est aujourd'hui en pleine émergence avec la construction de nouvelles structures administratives ouvertes en janvier 2022, un centre culturel, une maternité en 2019 et d'un nouveau Lycée en 2020. 
Dimat fait administrativement partie de la Commune de Fanaye, du département de Podor et de la Région de Saint-Louis. 
Lors des recensements de 1988 et 2002, la population s'élevait respectivement à 15 638 et 18 205 habitants.
Fin 2007, selon les estimations officielles, Fanaye compterait 20 916 personnes.
La  commune de Fanaye (Dimat) est caractérisée par trois types de sols :
les sols argileux ou holaldé dans les zones Waal et Jeejengol favorable à l’agriculture irriguée et les cultures de diversification,
les sols sablo-argileux ou Fondé dans les zones Waalo et Jeejengol propice aux cultures de diversification
les sols sablonneux ou Jeeri  dans les zones Jeeri et Jeejengol très perméable et favorable aux cultures fluviales et au développement des pâturages.
Le climat
La Commune de  Fanaye (Dimat) a un climat de type sahélien caractérisé par :
une saison pluvieuse relativement courte  de 3 à 4 mois (Juin à septembre),  
une saison sèche s’étalant sur 8 à 9 mois (octobre- mai).
Les ressources en eau
Fanaye dispose d’un potentiel hydrique très important en eau de surface et en eau souterraine. Elle compte en plus du fleuve Sénégal sur la partie nord qui l’arrose sur plus de 15km. La présence de ce cours d’eau a conduit à la mise en place du projet PPR Ngallenka. Les eaux souterraines sont également disponibles car la nappe phréatique atteint les profondeurs de 10 à 25 m dans les zones Waalo et Jeejengol.